# The Scarlet Tide
The Scarlet Tide ist ein Lied aus dem Jahre 2003, das für den Film Unterwegs nach Cold Mountain von Elvis Costello und T-Bone Burnett geschrieben wurde. Es wurde von Alison Krauss gesungen.

## Auszeichnungen
The Scarlet Tide war 2004 für den Oscar in der Kategorie Bester Filmsong und 2005 für den Grammy in der Kategorie Bester Song geschrieben für Film, Fernsehen oder visuelle Medien nominiert. In beiden Fällen ging der Preis an Into the West aus dem Film Der Herr der Ringe: Die Rückkehr des Königs.

## Coverversionen
The Scarlet Tide wurde mehrfach gecovert. Coverversionen von bekannten Interpreten sind:
- Elvis Costello 2004 im Duett mit Emmylou Harris auf seinem Album The Delivery Man[4]
- Joan Baez 2008 auf ihrem Album Day After Tomorrow[5]
- Angelo Branduardi 2011 auf seinem Album Così è Se Mi Pare (Titel: Il Lungo Addio)[6]
- The Wanted 2011 auf ihrer 2011er Version des Albums The Wanted[7]